# Bus à haut niveau de service de Marrakech
Le Bus à Haut Niveau de Service de Marrakech (BHNS) est un réseau de transport en commun mis en service (pour la première ligne) le 28 septembre 2017.
Ce service vise à augmenter la part de déplacement en transport commun de 4 % actuellement à 9 % à l'horizon 2016, en garantissant aux marrakechis un service proche des tramways ou métros mais à un coût moindre, et respectueux de l'environnement puisqu'il s'agit d'autobus électriques alimentés par une centrale solaire.
Un axe de BHNS est actuellement en service, reliant le centre-ville au quartier Massira. Trois autres axes de BHNS sont prévus à l'horizon 2019 ; M’hamid, Allal El Fassi et Sidi Youssef Ben Ali.

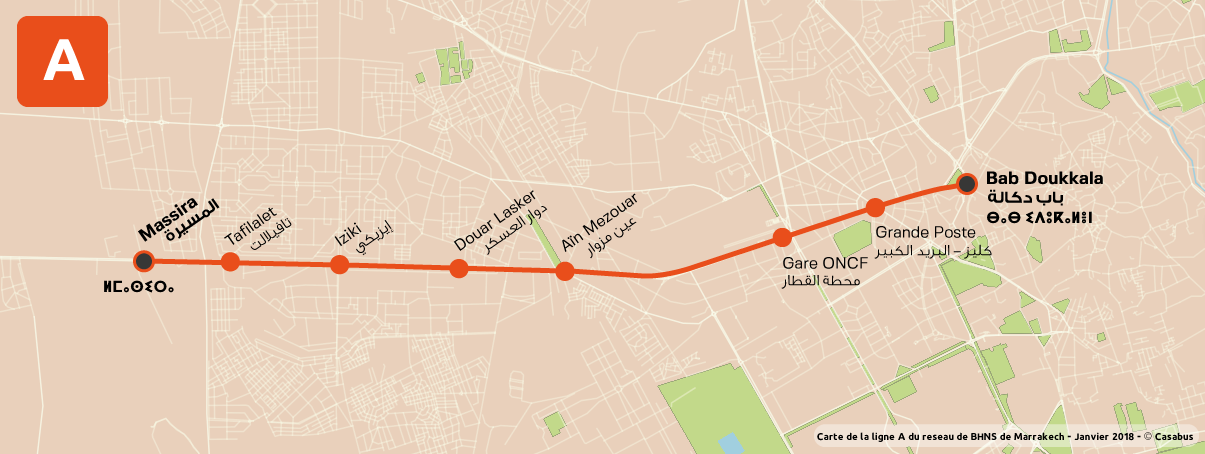
Plan de la ligne A.

## Lignes

### Ligne A
La ligne est d'une longueur de 7,11 km et comprend, pour l'instant, 8 stations. Il s'agit de la première ligne de BHNS mise en service le 28 septembre 2017. Le nombre total de points d'arrêt prévus à terme est de 21.
La ligne circule sur un site propre sur la majeure partie de son itinéraire, du terminus Massira à la station Grande Poste.
|  |  |   | Stations     | Arrondissements | Correspondances (bus)                                       |
|  |  | - | ------------ | --------------- | ----------------------------------------------------------- |
|  |  | ■ | Massira      | Ménara          | 22 43                                                       |
|  |  | • | Tafilalet    | Ménara          | 5 22 27 43                                                  |
|  |  | • | Iziki        | Ménara          | 5 21 22 27 43                                               |
|  |  | • | Douar Laskar | Ménara          | 5 9 10 13 22 27 43 66                                       |
|  |  | • | Aïn Mezouar  | Ménara          | 5 9 10 13 14 22 27 43 66                                    |
|  |  | • | Gare ONCF    | Guéliz          | 5 9 10 13 14 18 19 22 27 43 66                              |
|  |  | • | Grande Poste | Guéliz          | 1 3 5 6 9 10 13 14 16 18 19 22 23 27 43 66                  |
|  |  | ■ | Bab Doukkala | Guéliz / Médina | 1 3 4 5 6 9 10 11 12 13 14 15 16 18 19 22 23 27 37 38 43 66 |

### Ligne B
D'une longueur de 9 km et comprenant 15 arrêts de bus, cette ligne vise à satisfaire la demande croissante en transport commun sur l'avenue Guemassa ainsi qu'à garantir une meilleure accessibilité au quartier M'hamid, à l'aéroport ainsi qu'à l'extérieur de la ville.

### Tarification et financement

#### Tarification
La tarification est celle du reste du réseau de transport de l'agglomération.

#### Financement
Le coût prévisionnel du projet, hors matériel roulant, est estimé à 347 millions de MAD.

### Trafic
À peine 4 % de la population active de Marrakech utilisent aujourd’hui les bus. À travers les BHNS, la ville espère porter ce chiffre à 9 %.
Avec pour objectif d'encourager l’utilisation des transports collectifs en créant un moyen de transport moderne qui répond aux besoins de la population, ce qui réduira sensiblement l’utilisation des mobylettes dont le parc est estimé à 500 000 véhicules et diminuer en conséquence les nuisances environnementales.